# 一朱金
一朱金（いっしゅきん）とは、江戸時代に流通した金貨の一種である。
一朱判（いっしゅばん）、または発行が文政期のみであったことから文政一朱判（ぶんせいいっしゅばん）、あるいはその形状から角一朱金（かくいっしゅきん）ともいう。

## 概要

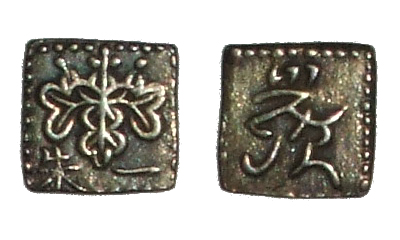
文政一朱判

形状は正方形。表面には、五三の桐紋と下部に「一朱」の文字が刻印されている。 
裏面には「光次」の署名が刻印されている。
額面は1朱。その貨幣価値は、1/16両、また1/4分に相当する。
二朱金、二分金とともに小判、一分判に対し一両あたりの含有金量が低く抑えられ、補助貨幣的に用いられた。
江戸幕府の発行した1朱という額面の貨幣としては最初のものである。世界的に見ても、金貨としては最も品位（金純度）の悪いものであった。他の小判および分金同様に製造時に表面の銀を溶解する色揚げ操作が行われていたが、江戸時代の他の金貨と比較しても金色が落ちて金と銀の中間のような色をしており、流通による磨耗からすぐに銀色の地金が姿を現し、さらに火災に遭うと固体拡散のためか銀貨同然の光沢となったという。また通常、小判および分金は製造過程で一枚ずつ厳密な量目（質量）の検査が行われるが、この一朱判に関しては、五両ないし十両一括で量目の検査が行われるという始末であった。
文政7年（1824年）5月から鋳造が始まり、同年7月2日より初めて発行されたが、金純度も低く偽金貨のような色を呈し割れやすいもので、
その上、小さくて扱いづらく紛失しやすい事もあり不評であった。
天保3年（1832年）に鋳造終了、天保11年（1840年）9月末には通用停止となった。
それ以降、1朱という額面の貨幣は一朱銀に取って代わられる事になる。

## 鋳造開始・品位・量目・鋳造量
| 名称       | 鋳造開始           | 規定品位 分析品位(造幣局)                                              | 規定量目             | 鋳造量                       |
| ---------- | ------------------ | ---------------------------------------------------------------------- | -------------------- | ---------------------------- |
| 文政一朱金 | 文政7年 （1824年） | 三百五十匁位後に三百六十五匁位 (12.6%→12.1%) 金12.31%/銀87.40%/雑0.29% | 0.375匁 (1.40グラム) | 2,920,192両 （46,723,072枚） |